# Elephas
Elephas este unul din cele două genuri extante din familia Elephantidae, ordinul Proboscidea, având o singură specie supraviețuitoare, elefantul asiatic (Elephas maximus).
Câteva specii dispărute au fost identificate ca făcând parte din gen, printre care Elephas recki, Elephas antiquus, Elephas falconeri și Elephas cypriotes. Genul Elephas este foarte apropiat de genul Mammuthus.

## Taxonomie
Elephas este clasificat ca făcând parte din ordinul Proboscidea, familia Elephantidae și conține o specie existenă în viață și 10 specii dispărute:
- Elephas maximus;[5]
  - Elephas maximus indicus
  - Elephas maximus maximus
  - Elephas maximus sumatranus
  - Elephas maximus borneensis[8]
  - Elephas maximus rubridens †
  - Elephas maximus asurus †
- Elephas beyeri †[9]
- Elephas celebensis †[10]
- Elephas ekorensis[7]
- Elephas falconeri †[11]
- Elephas hysudricus †[12]
- Elephas hysudrindicus †[13]
- Elephas iolensis †
- Elephas planifrons †
- Elephas platycephalus †
- Elephas recki †[14][15]
  - Elephas recki atavus †
  - Elephas recki brumpti †
  - Elephas recki ileretensis †
  - Elephas recki illertensis †
  - Elephas recki recki †
  - Elephas recki shungurensis †